# 热衣曲
热衣曲，是中国长江流域的一条河流，汇入雅砻江，属于金沙江水系。河长109千米，流域面积2200平方千米，年均流量26立方米每秒。自然落差1920米。水能理论蕴藏量15万千瓦。